# December 2005
| December 2005 |
| Månader under 2005: Januari · Februari · Mars · April · Maj · Juni · Juli · Augusti · September · Oktober · November · December ← December 2004 · Januari 2006 → |

## Torsdagen den1 december2005

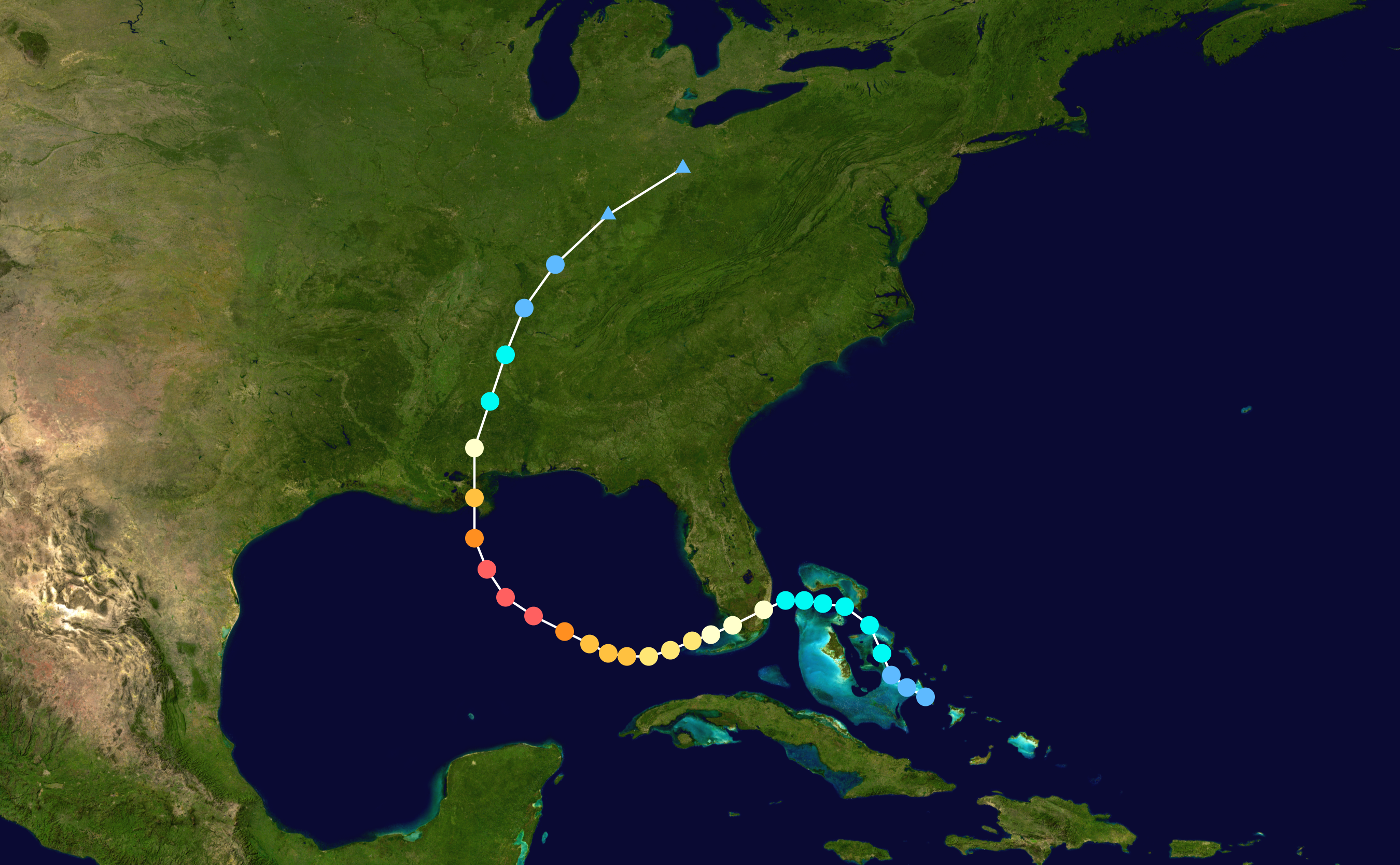
Orkanen Katrinas väg in över Nordamerika

- Sverige: Katastrofkommissionen kritiserar regeringen
  - Värmland: Köpcentrum i Töcksfors invigt
  - Skåne: Snattande polischef överklagar igen
  - Jämtland: Familj trakasserad i Östersund
- Brasilien: 50 år utan Carmen Miranda
- Chile: Astronomer i Chile hittade ny planet
- Frankrike: Fransk kvinna fick första ansiktstransplantationen
- Haiti: Framgångsrikt försök med bromsmediciner på Haiti
- Irak: Irakiska rebeller intog Ramadi
- Kanada: Berenstain-björnarnas skapare avlider 82 år gammal
- Pakistan: Explosion i Pakistan dödar fem al-Qaida-anhängare
- USA: Värsta orkansäsongen hittills bara början

Nyheter från Wikinews

## Fredagen den2 december2005
- Sverige: 
  - Katastrofkommissionen kritiserar regeringen (kommentarer)
  - Svensk Kassaservice läggs ned
  - Bankomater manipuleras av liga
  - Grundlagsutredningen ska granska statsministerns roll
  - Agnes Carlsson vann Idol 2005
  - Motala: Motalas nya översiktplan färdig
  - Karlstad: Färjestad-Brynäs 5-3
  - Katrineholm: Spelhärva nystas upp i Katrineholm
  - Visby: Vinden på Visby domkyrka kan bli museum
  - Lappland: Verkstad brann ner i Kristineberg, Lycksele
  - Eskilstuna: Två och ett halvt års fängelse för sexbrott mot tvååring

- Världen: 
  - Egypten: Man dödad av polis vid val i Egypten
  - Eritrea: Dawit Isaak åter fängslad
  - Finland: 20-årig beväring dödad av explosion i Rovajärvi
  - Gabon: Demonstrationer efter Omar Bongos valseger i Gabon
  - Irak: Amerikansk offensiv mot Ramadi, Irak
    - Terroristexpert:"al-Zarqawi är en skapelse av USA"

  - Kina: Tortyr fortfarande vanligt i Kina
  - Nigeria: Oenighet i Nigerias regering om författningsändring
  - Singapore: Van Tuong Nguyen avrättades i Singapore
  - Sudan: Situationen har förvärrats i Darfur
  - USA/Europa: Fler CIA-flygningar än tidigare känt
    - Tusende avrättningen genomförd i USA

  - Östtimor: Australien och Östtimor sluter avtal om energikällor

Nyheter från Wikinews

## Lördagen den3 december2005
Sverige
- Sveriges EU-nota höjs till 28 miljarder 2006
- Mikael Dubois har dött
- Trots kritik har Persson stöd i partiet
- Idol 2006, Extreme home makeover och nytt Jeopardy i TV4 nästa år
- Nytt slags Högskoleprov 2007
- Sifo: Göran Persson förlåten, Laila Freivalds bör gå
- Gävle: Jultomte tände eld på julbocken i Gävle
- Skåne: 12 000 liter internetsprit fastnade i Trelleborg
- Solna: Fotbollsarena i Solna för 2 miljarder
- Södertälje: Oprovocerat knivöverfall i Södertälje, tre till sjukhus

Världen
- Klimatförhandlingar i Montréal leder till globala protester
- Finland: Finsk pedofil fick 11 år för 163 övergrepp
- Haiti: Kidnappningar slutade lyckligt i Haiti
- Irak: De kidnappade i Irak hotas
  - Tio amerikanska soldater dödade av bomb i Irak
- Lettland: Lettisk politiker vill slänga ut ryssar
- Libanon: Syrisk massgrav upptäckt i Libanon
- Norge: Mette-Marit har fött en son
- Pakistan: Explosion i Pakistan dödade al-Qaida-ledare
- USA: CIA stäms av människorättsorganisation
- Venezuela: Valet i Venezuela

Nyheter från Wikinews

## Söndagen den 4 december 2005
Världen
- Oppositionen vann viktig seger på Taiwan
- Israelisk militärattack mot Gaza
- Hemlösa barn i jordbävningsdrabbade Pakistan klarar inte vintern
- CIA fick flyga obehindrat i Storbritannien
- Europarådet utreder CIA:s förehavanden
- 19 irakiska soldater dödade
- Schejk ihjälskjuten i Bagdad

Sverige
- Göteborgspolisen stoppade nynazister

## Måndagen den 5 december 2005
Världen
- Rebeller dödar colombiansk politiker
- Chilenska legosoldater återvände från Irak
- Valet i Kazakstan blir en storseger för presidenten
- Hongkong demonstrerade för demokrati
- Valet i Venezuela (resultat)
- Kina kan köpa 150 flygplan av Airbus
- Kvinnlig FN-chef sparkas
- Registrerat partnerskap blir tillåtet i Storbritannien
- Israel ger order om att döda militanta palestinier
- Saddamrättegången avbruten än en gång, men öppnade igen
- Kraftigt jordskalv i Östafrika
- Rice försvarar USA mot tortyranklagelser

Sverige
- Två omkomna i lägenhetsbrand i Norrköping
- 70 % beredda betala mer för grön el
- Luftfartsverket begär hjälp av SÄPO för CIA-plan

Nyheter från Wikinews

## Tisdagen den 6 december 2005
Världen
- Nytt däggdjur upptäckt på Borneo?
- Ny ledare för brittiska Torypartiet
- Fler än 90 personer döda i flygplanskrasch i Iran
- 27 döda i självmordsattack i Bagdad
- Sydafrikas förre vicepresident våldtäktsåtalad
- CIA-fängelser i Europa tills november
- Saddamrättegången avbruten än en gång, men öppnade igen

Sverige
- Befolkningsökning i Osby kommun under tredje kvartalet 2005
- Hovrätten hotad efter mildrad pedofildom

Nyheter från Wikinews

## Onsdagen den 7 december 2005
Världen
- Två kvinnor hörda mot Saddam
- Flygolycka i Teheran dödar 120
- Al-Qaida bakom självmordsattacken mot polisskola?
- FN:s fredsbevarande styrkor slängs ut ur Eritrea
- Nya omfattande terroristlagar i Australien
- Al-Qaidaledare i video manande till "motståndsaktioner" var misstag

Sverige
- Borgerlig allians långt från misstroende
- Kajsa Bergqvist tar årets Bragdguld
- Rånare var polisinformatör
- Uppror i Krokom mot neddragningar i hemtjänsten
- Falska startnummer till Vasaloppet i omlopp

Wikipedia
- Intervju med Jimmy Wales

Nyheter från Wikinews

## Torsdagen den 8 december 2005
Världen
- Flygvakt sköt ihjäl passagerare i Miami
- Saddamrättegången fortsatte utan Saddam
- Gruvolycka i Kina dödade 74
- Flera döda under val i Egypten
- Margaret Thatcher till sjukhus
- Pinochet förlorar immunitet
- Harold Pinter i dramatisk föreläsning
- Guatemalanska dokument binder polisen till massaker
- Självmordsbombare i Bagdad - minst 30 döda
- FBI lämnar ut bevis om puertoricansk frihetsaktivist
- Tidsfristen för de kidnappade fredsaktivisterna ute
- Manchester United ute ur Champions League
- Gotovina, misstänkt krigsförbrytare, gripen i Spanien

Sverige
- Riksdagen antar regeringens förslag om ny språkpolitik
- Gallsten kan bildas av känd magsårsbakterie
- Centrala Göteborg avspärrat p.g.a. mina
- Demoskop: Miljöpartiet ökar med 2 %
- Alliansen oenig om misstroendeförklaring mot Freivalds

Nyheter från Wikinews

## Fredagen den 9 december 2005
Världen
- Blair i centrum för budgetförhandlingar
- Irans president: "Flytta Israel till Europa"
- Förtroendekris för Kenyas president
- Islamiska länder lovar bekämpa terrorism
- Japan öppnar för nötkött från Kanada och USA
- Miami visar att flygsäkerheten fungerar, säger experter
- Australien stannar i Irak åtminstone till i maj
- Gotovina reste mycket under tiden på flykt

Sverige
- Elektrikerförbundet avvisade slutbud, strejken inleds 05.00
- USA:s terroristlista väcker stark kritik
- Maud Olofsson utan borgerligt stöd
- Regeringsförklaringens utlovade skollag blir inte av
- Greta Garbos brev har stulits från Krigsarkivet
- RBU Halland förskingrades på 400 000 kr
- Fler västerländska trupper till Afghanistan
- Sårad svensk soldat i Afghanistan död
- Utredning av miljonförskingring i Kristianstad nedlagd
- Rudolf Meidner död
- Mest knark och misshandel i Norrköping

Finland
- Åland vill inte hindra fastlandsbor från att använda Paf-spelen

Nyheter från Wikinews

## Lördagen den 10 december 2005
Världen
- Omkring 20 bönder i Kina uppges vara dödade
- Aktivister gjorde intrång på australiensisk spionbas
- Flygkrasch i Nigeria - 56 döda
- 7 medlemmar av Al-Qaida dömda
- Fyra amerikanska soldater dödade i Irak
- Eftergifter i klimatförhandlingar från pressat USA

Sverige
- DN/Temo: Flest litar på Reinfeldt
- Freivalds: "Jag avgår inte"
- Bombhot på Landvetter var falskt
- Oroligt i Stockholm

Nyheter från Wikinews

## Söndagen den 11 december 2005
- Flera explosioner i Hertfordshire, Storbritannien
- Kina: Färre döda än vad vittnen säger, den ansvarige gripen
- Dödssiffran i flygkraschen i Nigeria stiger till 103

Nyheter från Wikinews

## Måndagen den 12 december 2005
Världen
- Första kvinnliga presidenten i Chile
- 40 omkom i Lahore när buss exploderade
- Raskravaller chockerar Sydney
- Kraftigt jordskalv utanför Papua Nya Guinea
- FN: Stabiliteten i Västafrika hotas av massarbetslöshet
- Kraftig explosion i Aten
- Trafikkaos hotar Panamakanalen
- Bilbomb dödade libanesisk politiker
- Massdemonstration i Hong Kong mot WTO:s toppmöte
- Brandchef: Alla ledtrådar har brunnit upp
- Danska sossar vill kastrera våldtäktsmän
- Tjetjensk politiker omkommen i brand
- Fransk polis slog till mot "islamistiskt nätverk"
- Human Rights Watch kräver utredning om Darfur
- Gotovina i Haag: "Icke skyldig"

Sverige
- Elektrikerförbundet avbryter stridsåtgärder
- Axén Olin vill ha nytt operahus i Stockholm
- Snöstorm orsakade kaos i Norrland
- Osäkert opinionsläge efter katastrofkomissonen
- Nya åtal för sexhandel i Katrineholm
- Hovrätten utdelade maxstraff för sexuella övergrepp
- Kriminolog: "Kriminalitet bland invandrare beror på faktorer i Sverige"

Wikipedia
- Anonym Wikipediaskribent gav sig till känna

Nyheter från Wikinews

## Tisdagen den 13 december 2005
Världen
- Bush: "30 000 irakier har dött"
- Brandens tredje dag: giftig rök blåser mot Frankrike
- Trupper finner fler tortyrfängelser i Irak
- 800 arter riskerar snar utrotning
- Ännu en indonesisk man avled i fågelinfluensa
- USA tror inte bin Ladin leder al-Qaida
- Fler kvinnor och kopter i Mubaraks parlament
- Colombiansk högermilis lägger ned vapnen
- Ledande sunnipolitiker mördad i Irak
- Europarådet: CIA har fört fångar genom Europa

Sverige
- Säpo stärker personskydd under valrörelsen
- Forskare utreder Göran Perssons ledarstil
- Svensk gripen i Prag, misstänkt för terrorism
- Busschaufför knivrånad i Halmstad
- Rädda barnen kritiserar regeringens jämställdhetspolitik

Finland
- Finlands handelsminister: "Vi säljer inte TeliaSonera"

Nyheter från Wikinews

## Onsdagen den 14 december 2005
Världen
- Östasien tar första stegen mot integration
- Storbritannien kräver jordbruksreform
- Nya bosättningar på Västbanken
- 80 % saknar hem efter tsunamin
- Friidrottsstjärnan Tim Montgomery avstängd 2 år för dopning
- Presidentkandidat kollapsade i Tanzania
- Irans president säger att förintelsen är en myt
- WTO-förhandlingar kretsade kring EU:s jordbrukstöd
- EU-parlamentet säger ja till förslaget om att lagra all Internet- och teletrafik

Sverige
- HSB-chef misstänkt för miljonsvindel
- Lena Philipsson leder Melodifestivalen 2006
- Varg i tätbyggd i Dalarna
- Brå presenterar rapport "Brottslighet bland personer födda i Sverige och i utlandet"
- Statssekreteraren "minns fel", ny bild av ansvarsfrågan?
- Lastbil med sprängdeg välte utanför Boden
- Stockholms planer på vårdhem i Lettland fick nej
- Svensk mat dyrare än andra EU-länders
- Ny fotbollsarena till Hammarby

Nyheter från Wikinews

## Torsdagen den 15 december 2005
Världen
- Pentagon registrerar krigsmotståndare
- Utökad polismakt i Sydney inför helgen
- FN drar tillbaka trupper i Eritrea
- Israel attackerar "militära mål" i Gaza
- Soldat sköt in i folkmassa i Nepal
- Miljoner barn i nöd osynliga
- Bush: "Kriget mot Irak rätt men felaktiga fakta"
- Ny oljeledning Kina-Kazakstan
- Lettland säger nej till homoäktenskap
- Wal-Mart köper 140 varuhus i Brasilien
- Indianledare kan bli president i Bolivia
- Nytt parlamentsval i Irak
- IE7 anpassar sig efter Firefox
- Stort nätverk för människosmuggling sprängt
- Bush: "Iran är ett hot"

Sverige
- Nynazister åtalas i Linköping
- Rikslarm - attentat i Kista
- SCB: Jämnt mellan blocken
- Eva Lundgren frias från misstankar men "saknar trovärdighet"
- Skärpt bevakning av vallokal i Angered
- Snart kommer vargen till Småland
- Två tonåringar dödade av tåg i Ornäs

Wikipedia
- Wikipedia lika bra som Britannica

Nyheter från Wikinews

## Fredagen den 16 december 2005
Världen
- Valet i Irak
- Stor sjukhusbrand i Kina
- Indiens parlament evakuerat efter bombhot
- Explosion vid kärnkraftverk i St Petersburg
- Skottdrama orsakar protester i Nepal
- FN varnar för ny kris i norra Östafrika
- Splittringar i Al-Fatah
- Rättegång mot turkisk författare - "har förolämpat nationen"
- Blair-Chirac avgör i hårda budgetförhandlingar
- Saudisk diplomat tillbakavisar iranskt förnekande
- Explosion i Istanbul
- Al-Zarqawi fångad men släppt av misstag
- Hamas attackerar Israel om Iran invaderas
- Marty: "Säkerhetstjänster kände till CIA-flyg"
- Fortsatt utredning av FN om Hariri
- "Vissa framsteg" i Bryssel
- Alarmerande nivåer av radioaktiv strålning i Tjetjenien
- Italien inför pornografiskatt
- Bush gav order om avlyssning av amerikanska medborgare

Sverige
- Stämningen på topp när irakier röstade i Sverige
- Attentatsmän i Kista uppger sig tillhöra al-Qaida
- Värdetransport rånad utanför Södertälje
- Ökad segregation på arbetsmarknaden
- Ytterligare bevis mot HSB:s förre chef
- Pelletverk i Kiruna för 6 miljarder

Nyheter från Wikinews

## Lördagen den 17 december 2005
Världen
- Ömsesidiga kompromisser möjliggjorde EU:s budget
- Tjetjeniens president: "Sluta bomba våra byar"
- 22 döda i bussolycka i Sydafrika
- "Kinas oljeintressen hindrar FN i Darfur"
- Attentat mot gymnasieskola i Afghanistan
- FN-anställda har lämnat Eritrea

Sverige
- Skop: Regeringen med stödpartier leder igen
- Rekordstort amfetaminbeslag i Oxelösund

Nyheter från Wikinews

## Söndagen den 18 december 2005
Världen
- Sjukhus i Schweiz först i Europa med aktiv dödshjälp
- WTO-kompromisser ledde till vidare förhandlingar
- Lugn helg i Sydney efter stor polisinsats
- Ariel Sharon till sjukhus med stroke

Sverige
- Sifo: Borgerlig ledning

Nyheter från Wikinews

## Måndagen den 19 december 2005
Världen
- Evo Morales ny president i Bolivia
- Rebeller i Aceh lägger ned vapnen
- Oppositionsledare i Uganda inför domstol
- Tredjedel kvinnor i Afghanistans första parlament på 30 år
- Spanien griper misstänkta al-Qaidamedlemmar
- Mexikos president kallade USA-stängsel "skamligt"

Sverige
- Sverige kan få ny regional uppdelning
- Bilbrand i Hjällbo tros vara anlagd
- Kalix i kläm mellan Luleå och Haparanda

Nyheter från Wikinews

## Tisdagen den 20 december 2005
Världen
- Netanyahu ny partiledare för Likud
- 20 dog då sjöflygplan exploderade utanför Miami
- Serber som filmade avrättningar i Srebrenica prövas i domstol
- Transportstrejk i New York
- "Intelligent Design" förbjuds på skolor i USA
- Attentat mot oljeledning i Nigeria
- Tågkollision i södra Rom

Sverige
- Migrationsverket firade avvisning med champagne
- Ihärdiga parabolägare i Rinkeby förlorade i hovrätten
- Kulturhus i Malmö får heta Mazetti
- Västra arméns revolt 1809 genomlyst i ny avhandling

Nyheter från Wikinews

## Onsdagen den 21 december 2005
Världen
- New Horizons mot Pluto
- Kongo röstar ja till ny konstitution
- Saddam tillbaka i rättegången
- Sökmotorföretaget Google meddelar att det tänker köpa fem procent av AOL.[1]
- 110 strandade pilotvalar räddade i Nya Zeeland
- IMF skjuter upp skuldlättnader för sex länder
- Jordskalv i norra Indonesien

Sverige
- Erkännande ska mildra dom och påskynda rättsprocess
- Hyrorna i Stockholm lämnar oförändrade efter förhandlingar mellan Hyresgästföreningen och Stockholmshem.[2]
- Vargobservation utanför Nyköping
- Radioreporter i Blekinge mordhotad

## Torsdagen den 22 december 2005
Världen
- Transportstrejk i New York
- Norge ökar valkvot med 30 %
- Tre palestinier skjutna i Nablus
- Nederländerna inför prov för medborgarskap
- Man i Sydney åtalad för SMS-uppvigling
- Weah accepterar valutgång i Liberia
- Perus president lovar krossa gerilla
- Fågelvirus utvecklar resistens - fler dödsfall i Sydostasien
- Bornholm strömlöst
- Belizes blå hål blir TV-stjärna
- Korruptionen ökar i Costa Rica
- Mindre jordskalv utanför Nicaraguas kust
- Levnadsomkostnaderna stiger i El Salvador
- Microsoft fick böter på 2 miljoner euro om dagen
- Maradona gripen på flygplats
- Hårdare terroristlagar i Frankrike

Sverige
- Nytt "firande" på Migrationsverket - chef får gå
- Temo: Borgerlig majoritet
- Butiksrån med bil i Akalla
- Stockholmspolisen ska förbättra skyddet mot rån

Finland
- Möjlig massgrav i Finland ska utforskas

Nyheter från Wikinews

## Fredagen den 23 december 2005
Världen

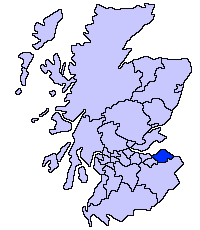
Lägeskarta för East Lothian i Skottland.

- Incident vid kärnkraftverk i Skottland

Sverige
- Människosmugglare anhållna vid Öresundsbron

Nyheter från Wikinews

## Lördagen den 24 december 2005
Sverige
- Göran Persson utlovar tandvårdsreform

Nyheter från Wikinews

## Söndagen den 25 december 2005
Världen
- 27 döda i bussolycka i Kina
- Arton byggnadsarbetare omkom i Delhi
- Nytt skalv i nordvästra Pakistan
- Israel kan låt östra Jerusalem rösta

Sverige
- Våldsam svensk julafton
- Anlagd brand på nazistgård

Nyheter från Wikinews

## Måndagen den 26 december 2005
Världen
- Järnvägsolycka i norra Japan - 4 döda, 33 skadade
- Pinochet klarar av rättegång fastslår domstol
- Gasattack mot varuhus i St Petersburg
- Mogadishu väljer nytt fullmäktige

Sverige
- SMHI: Snöoväder gör trafiken livsfarlig

Nyheter från Wikinews

## Tisdagen den 27 december 2005
Världen
- Rörelsen för ett fritt Aceh har upplöst sin militära gren efter fredsavtalet med Indonesiens regering. 29 års gerillakrig är därmed slut.
- Maratonöppet fördubblade julhandeln i Brasilien
- Massgrav funnen i Irak
- Grekisk tidning namnger brittisk spionchef
- FN jagar ugandisk milis i Kongo
- Skottlossning i folkmassa i Toronto
- Otillräcklig hjälp till orkandrabbade i Honduras
- Australiens rikaste man avlider 68 år gammal

Sverige
- Folkstorm i Vilhelmina mot utbyggnad i Ångermanälven

Nyheter från Wikinews

## Onsdagen den 28 december 2005
Världen
- Bussolycka i Indien krävde många liv
- Första Galileosatelliten i omloppsbana
- Al-Fatah-anhängare stormade vallokal i Gaza
- Israelisk flygattack mot "militant mål" i Libanon
- Rymningsförsök vid fängelse i Bagdad - minst åtta döda
- Ryssland stärker kontrollen av NGO:s
- Malay-hinduisk Mt Everest-hjälte får muslimsk begravning
- Polen behåller trupper i Irak under nästa år
- Tåg körde på hundsläde i Finland, två omkomna
- Afrika övergår till blyfri bensin
- Attack i Kenya på julaftonen krävde sex dödsoffer

Sverige
- Höghusbrand i Göteborg
- Oljetanker på grund utanför Landskrona
- Sprängattentat mot restaurang i Falun
- Polsk lastbilsförare misstänkt för spritsmuggling frias

Nyheter från Wikinews

## Torsdagen den 29 december 2005
Världen
- Oppositionskandidat i Uganda kvar i fängelse över nyår
- USA utlämnar misstänkt nazistisk lägervakt

Sverige
- Pressat Securitas höjer säkerheten

Nyheter från Wikinews

## Fredagen den 30 december 2005
Världen
- Egyptisk polis stormade flyktingläger, minst tio döda
- Fördubbling av antalet hungerstrejkande på Guantanamo
- Etiopien kan bli utan bistånd
- Arabförbundet fördömer dansk serie om Muhammed
- Lavin dödade många i norra Pakistan

Sverige
- Ingen konkurs för Swefly
- Storbrand i mormonkyrka i Göteborg

Nyheter från Wikinews

## Lördagen den 31 december 2005
- I Jemen friges den tyske diplomaten Jürgen Chrobog med familj efter att ha kidnappats av stammedlemmar.[3]
- Tankfartyget Red Wing, som tidigare samma vecka stött på grund utanför Landskrona, dras loss.[4]

## Svenskspråkiga nyhetslänkar
| - Aftonbladet - Dagens Industri - Dagens Nyheter - Expressen - Göteborgs-Posten - Gnuheter - Hufvudstadsbladet - Ny Teknik | - NYHETER.se - News.nu - Stockholms Fria Tidning - Svenska Dagbladet - Sydsvenskan - Upsala Nya Tidning - Vasabladet |  |

Se även Hitta nyheter på Wikinews